# Siperholmen
Siperholmen är öar i Finland. De ligger i Finska viken och i kommunen Borgå i landskapet Nyland, i den södra delen av landet. Öarna ligger omkring 50 kilometer öster om Helsingfors.
Arean för den av öarna koordinaterna pekar på är 4,2 hektar och dess största längd är 360 meter i öst-västlig riktning.